# Danny Valencia
Daniel Paul Valencia (né le 19 septembre 1984 à Miami, Floride, États-Unis) est un joueur de premier but et de troisième but au baseball qui évolue dans les Ligues majeures.

## Carrière

### Twins du Minnesota

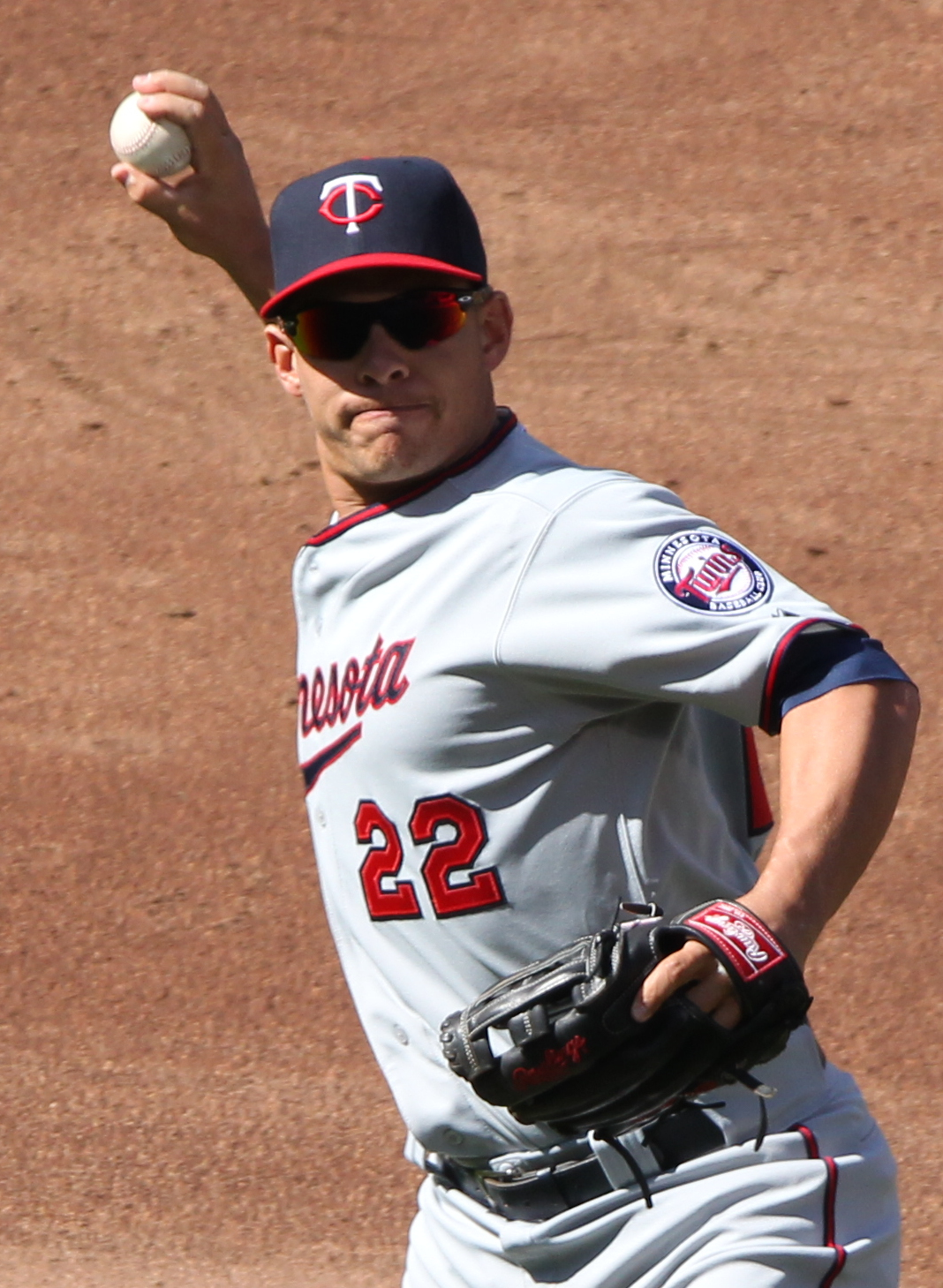
Danny Valencia en avril 2012 avec les Twins du Minnesota.

Athlète de l'Université de Miami à Coral Gables, Floride, Danny Valencia est repêché en 19e ronde par les Twins du Minnesota de la MLB en 2006.
Dans les ligues mineures, il gradue en classe AAA en 2009 avec les Red Wings de Rochester. Il y amorce la saison 2010 et est rappelé par Minnesota au début juin pour prendre la place de Michael Cuddyer dans la formation, ce dernier ayant dû s'absenter à la suite d'un décès dans sa famille.
Valencia fait ses débuts dans les majeures le 3 juin 2010 pour les Twins dans un match à Seattle face aux Mariners. Le jeune joueur de troisième but obtient son premier coup sûr dans les majeures au cours de cette rencontre, aux dépens du lanceur Felix Hernandez. Son premier coup de circuit en carrière le 26 juillet est un grand chelem aux dépens de Zack Greinke des Royals de Kansas City.
Danny Valencia complète sa première saison avec une excellente moyenne au bâton de ,311, 93 coups sûrs, 7 circuits et 40 points produits en 85 parties jouées. Il termine troisième au vote déterminant la recrue de l'année dans la Ligue américaine.
À sa deuxième année en 2011, le joueur de troisième coussin des Twins voit sa moyenne au bâton chuter à ,246 en 154 parties jouées mais il bat ses records de coups sûrs (139), de circuits (15) et de points produits (72).

### Red Sox de Boston

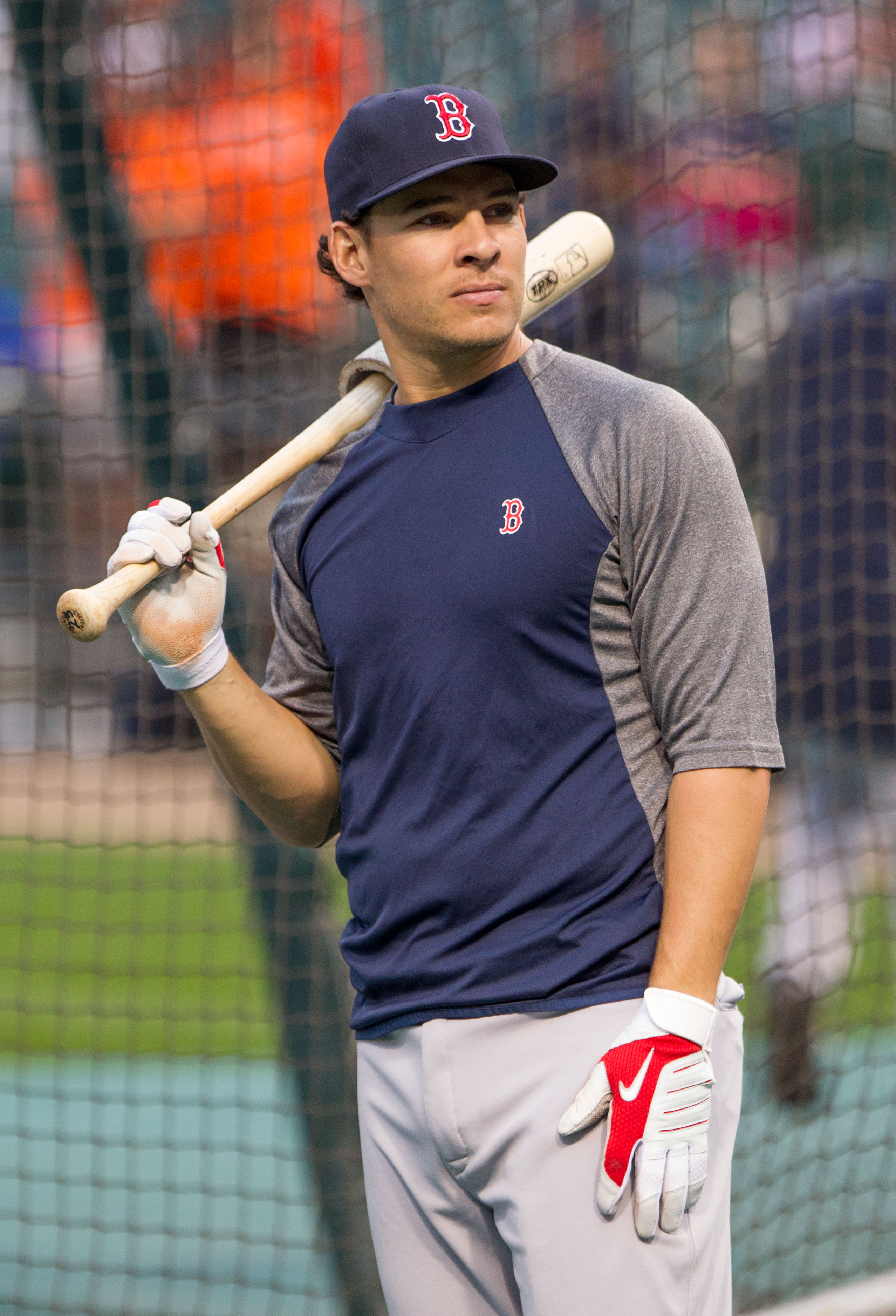
Danny Valencia en septembre 2012 à l'entraînement avec les Red Sox de Boston.

Il ne frappe que pour ,198 en 34 parties pour Minnesota en 2012 et il est échangé aux Red Sox de Boston le 5 août en retour du voltigeur Jeremias Pineda. Il dispute 10 parties pour Boston, obtient quatre coups sûrs en 28 présences au bâton, dont un circuit, et produit quatre points. 

### Orioles de Baltimore
Valencia est échangé aux Orioles de Baltimore le 28 novembre 2012 contre un montant d'argent. En 52 matchs pour Baltimore en 2013, Valencia frappe pour ,304 de moyenne au bâton avec 49 coups sûrs, dont 14 doubles, un triple et 8 circuits, et produit 23 points.

### Royals de Kansas City
Le 18 décembre 2013, Baltimore échange Valencia aux Royals de Kansas City contre le voltigeur David Lough. En 36 matchs en 2014 avec les Royals, Valencia frappe pour ,282 en 119 passages au bâton et partage le poste de troisième but avec Mike Moustakas.

### Blue Jays de Toronto
Le 28 juillet 2014, Kansas City échange Danny Valencia aux Blue Jays de Toronto contre le receveur Erik Kratz et le lanceur droitier Liam Hendriks.
En 108 matchs joués au total en 2014 et 2015 pour Toronto, Valencia maintient une moyenne au bâton de ,269 avec 9 coups de circuit.

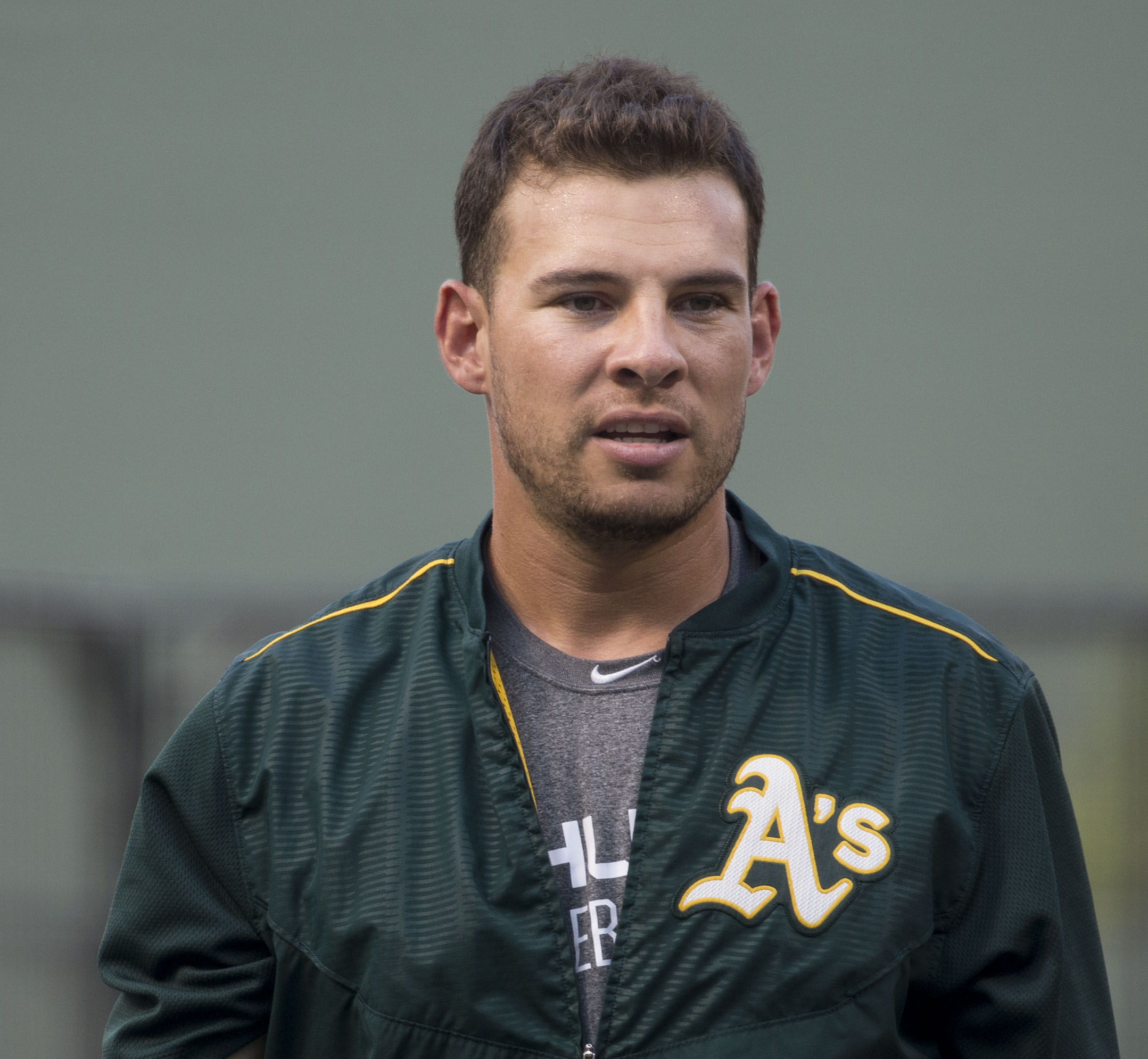
Valencia en 2015 avec les Athletics d'Oakland.

### Athletics d'Oakland
Après plusieurs transactions réalisées avant la date limite des échanges à la fin juillet 2015, Valencia est de trop dans l'effectif des Blue Jays de Toronto et il est réclamé au ballottage le 3 août par les Athletics d'Oakland.

### Mariners de Seattle
Le 12 novembre 2016, Oakland échange Valencia aux Mariners de Seattle contre le lanceur droitier des ligues mineures Paul Blackburn. Valencia joue au premier but pour Seattle en 2017.

## Statistiques
| Saison | Équipe    | G  | AB  | R  | H  | 2B | 3B | HR | RBI | SB | BA    |
| ------ | --------- | -- | --- | -- | -- | -- | -- | -- | --- | -- | ----- |
| 2010   | Minnesota | 85 | 299 | 30 | 93 | 18 | 1  | 7  | 40  | 2  | 0,311 |
| Totaux | Totaux    | 85 | 299 | 30 | 93 | 18 | 1  | 7  | 40  | 2  | 0,311 |

| Saison | Équipe    | G | AB | R | H | 2B | 3B | HR | RBI | SB | BA    |
| ------ | --------- | - | -- | - | - | -- | -- | -- | --- | -- | ----- |
| 2010   | Minnesota | 3 | 9  | 1 | 2 | 1  | 0  | 0  | 2   | 0  | 0,222 |
| Totaux | Totaux    | 3 | 9  | 1 | 2 | 1  | 0  | 0  | 2   | 0  | 0,222 |

Note : G = Matches joués ; AB = Passages au bâton; R = Points ; H = Coups sûrs ; 2B = Doubles ; 3B = Triples ; 
HR = Coup de circuit ; RBI = Points produits ; SB = Buts volés ; BA = Moyenne au bâton.